# Colymbetes dolabratus
Colymbetes dolabratus är en skalbaggsart som först beskrevs av Gustaf von Paykull 1798.  Colymbetes dolabratus ingår i släktet Colymbetes och familjen dykare. Arten är reproducerande i Sverige. Inga underarter finns listade i Catalogue of Life.